# 세디아 게스타토리아

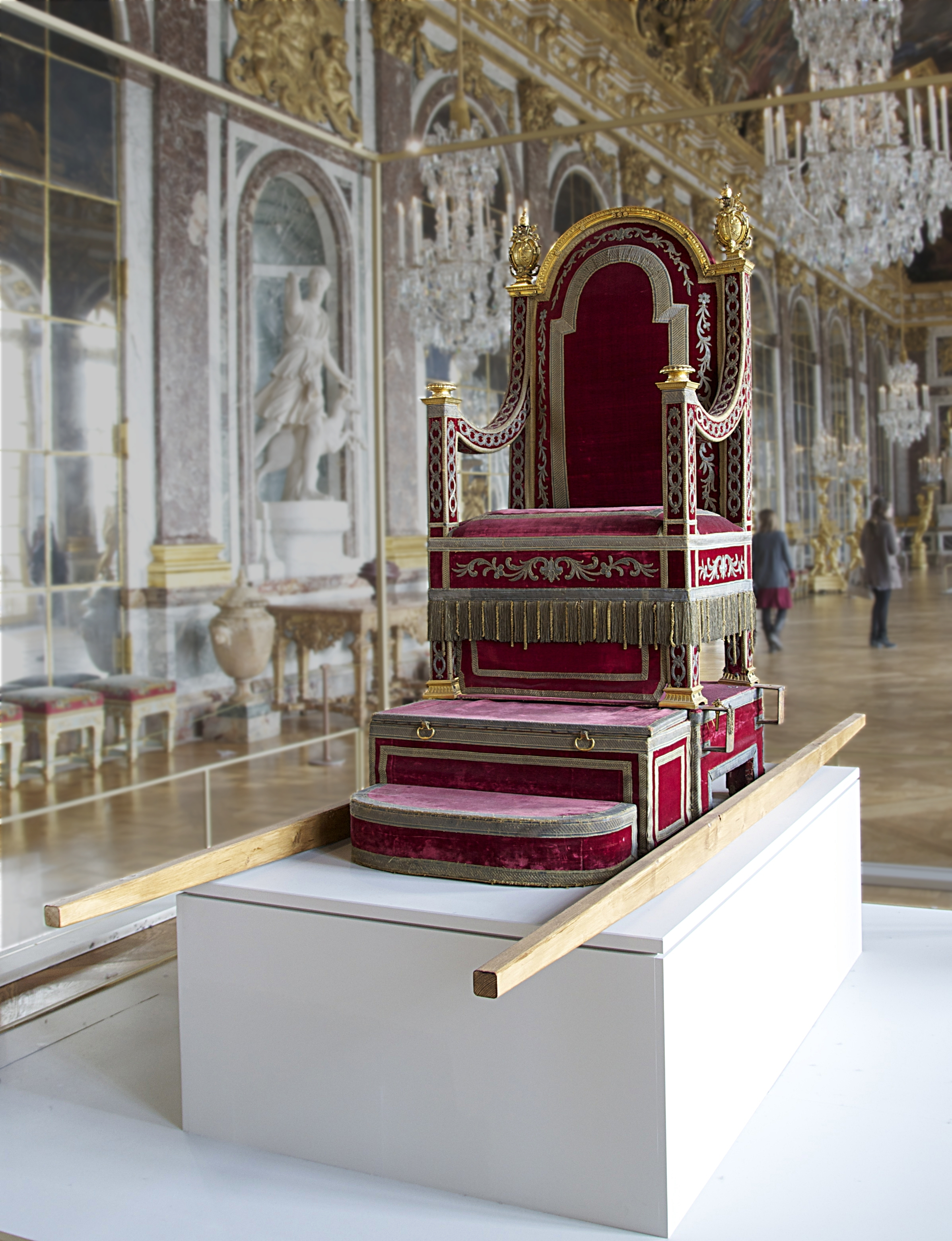
교황 비오 7세가 타고 다니던 세디아 게스타토리아.

세디아 게스타토리아는 1978년까지 교황이 타고 다니던 가마이다. 화려하게 은박을 입혀 장식한 붉은색 안락의자의 형태를 취하고 있으며, 좌우 밑 양끝에는 금으로 도금한 가마채 두 개가 길게 붙어 있다. 그리고 붉은색 제복을 입은 열두 명의 가마꾼들이 가마채를 어깨에 맨 채 가마를 들어올려 교황을 태우고 이동한다.
일반적으로 세디아 게스타토리아는 교황이 성 베드로 대성전이나 라테라노 대성전 안으로 엄숙하게 입당할 때 사용하였으며, 특히 신임 교황이 등극하는 대관식 미사 때 많이 애용되었다. 새로 선출된 교황이 가마를 타면 주례 사제가 그 앞에서 삼 조각을 세 번 태우며 라틴어로 “Pater Sancte, sic transit gloria mundi. (성하, 세상의 영광은 이렇게 지나갑니다.)”라고 말한다. 이 의식은 교황이라는 높고 화려한 지위에 오르더라도 인생의 덧없음과 결국 인간은 모두 죽으면 한 줌의 재로 돌아갈 것을 상기시키며 겸손을 갖추도록 촉구하는 뜻을 갖고 있다.
기독교 역사상 세디아 게스타토리아는 거의 천 년의 세월 동안 교황과 관련된 의전용품 중의 하나로 이용되었다. 세디아 게스타토리아의 기원은 비잔티움 제국의 황제들이 가마를 타고 다니던 시대까지 거슬러 올라간다. 그러나 많은 학자들은 세디아 게스타토리아의 시초가 그보다는 더 오래전인 고대 로마 제국 황제 시대까지 거슬러 올라간다고 믿고 있다.
교황 요한 바오로 1세는 처음에는 지나치게 권위적이라는 이유로 교황관과 더불어 세디아 게스타토리아의 사용을 거부하고자 하였으나, 군중이 교황을 더 잘 볼 수 있기 위해서는 세디아 게스타토리아의 존재가 필요하다고 역설한 바티칸 관료들의 주장을 받아들였다. 그러나, 교황 요한 바오로 2세 때부터는 세디아 게스타토리아를 이용하는 대신 교황 전용차를 이용하고 있다.